# De stille overname
De stille overname: De globalisering en het einde van de democratie (The Silent Takeover) is een boek, geschreven in 2001 van de Engelse econome en activisme Noreena Hertz. Hoofdstelling van het boek is dat de staatsmacht en daarmee de democratie van landen wereldwijd onder invloed van de globalisering afneemt, doordat de toenemende economische macht van multinationals deze ondermijnt. Hertz kritiseert ook het westerse consumentisme en de neoliberale kapitalistische politieke consensus, waarbij ook de sociaaldemocraten van de Derde Weg zich hebben neergelegd.
Het begin van de "stille machtsovername" door het bedrijfsleven plaatst Hertz begin jaren 80, de periode waarin neoliberalen als Margaret Thatcher en Ronald Reagan aan de macht kwamen. Zij betoogt dat sindsdien de ideologische verschillen tussen grote partijen in westerse democratieën inhoudsloos zijn geworden, omdat de politiek willens en wetens haar greep op de economie heeft losgelaten (door onder andere privatiseringen) en daarmee in wezen machteloos is geworden.